# Skaun
Skaun is een gemeente in de Noorse provincie Trøndelag. De gemeente telde 8000 inwoners in januari 2017. De plaatsen Børsa, Eggkleiva en Buvika/Ilhaugen maken deel uit van de gemeente.

## Geboren in Skaun
- Kari Aalvik Grimsbø (1985), handbalster

Åfjord · Flatanger · Frosta · Frøya · Grong · Heim · Hitra · Holtålen · Høylandet · Inderøy · Indre Fosen · Leka · Levanger · Lierne · Malvik ·  Melhus · Meråker · Midtre Gauldal · Nærøysund · Namsos · Namsskogan · Oppdal · Orkland · Ørland · Osen · Overhalla · Rennebu · Rindal · Røros · Røyrvik · Selbu · Skaun · Snåsa · Steinkjer · Stjørdal · Trondheim · Tydal · Verdal

Fylker van Noorwegen